# Llanquihue (tỉnh)

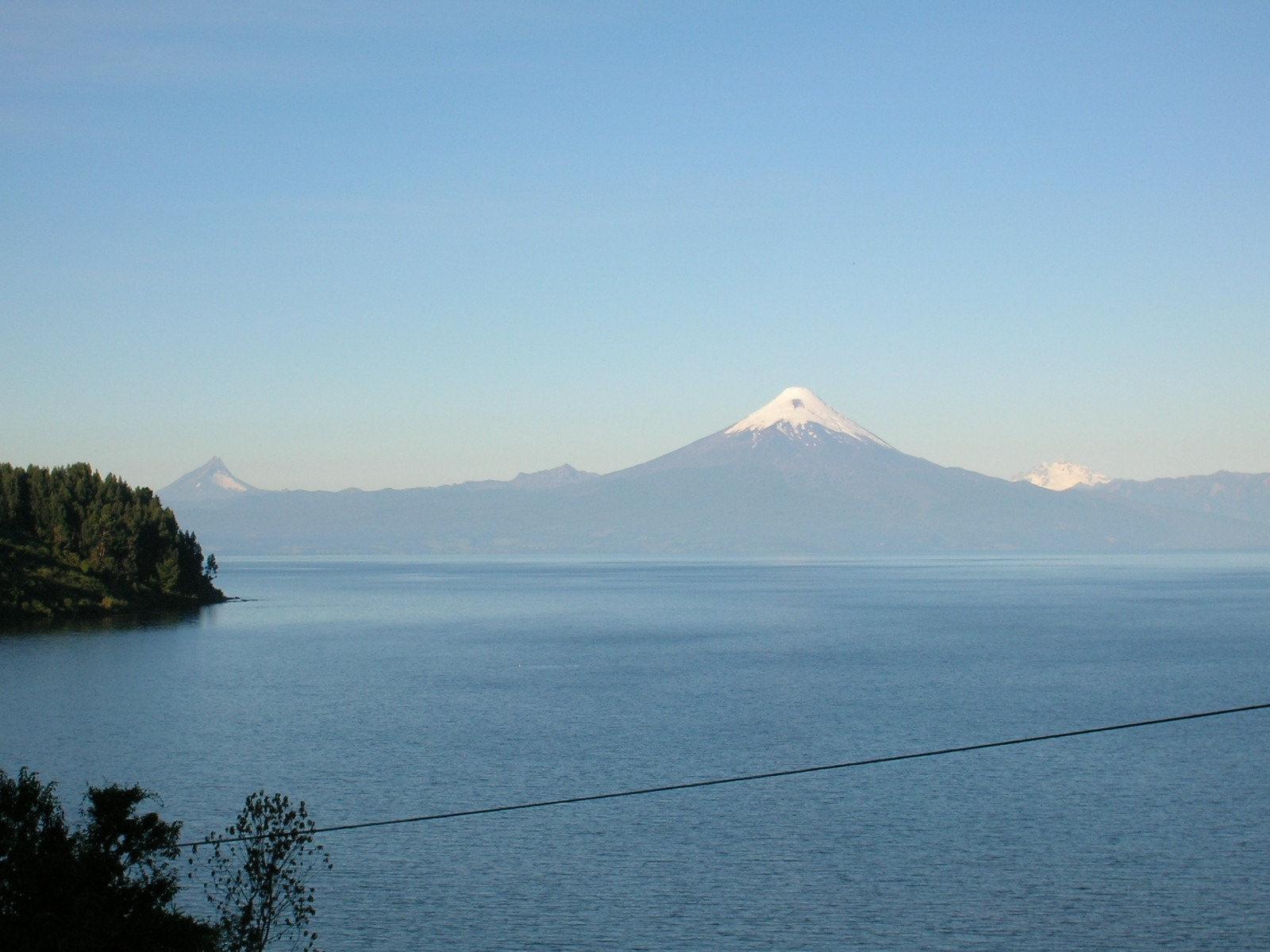
Hồ Llanquihuevaf Volcán Osorno

Llanquihue là một tỉnh của Chile, nằm ở vùng Los Lagos. Tỉnh này có hồ lớn thứ hai Chile, Llanquihue. Ở đây cũng có các núi lửa: Osorno, Calbuco, Puntiagudo và Cerro Tronador.

## Thành phố
- Frutillar
- Puerto Montt
- Puerto Varas
- Llanquihue
- Fresia
- Calbuco

## Các đô thị
- Calbuco
- Cochamó
- Fresia
- Frutillar
- Llanquihue
- Los Muermos
- Maullín
- Puerto Montt
- Puerto Varas